# Klaus Augenthaler
Klaus Augenthaler (Fürstenzell, 1957. szeptember 26. –) világbajnok német labdarúgó, hátvéd, edző.

## Pályafutása

### Klubcsapatban
1964-ben a FC Vilshofen csapatában kezdte a labdarúgást. 1975-ben igazolta le a Bayern München, ahol 1976-ban mutatkozott be az első csapatban. 1976 és 1991 között hét alkalommal lett bajnok és háromszor nyert nyugatnémet kupát az együttessel. Kétszer volt tagja a bajnokcsapatok Európa-kupája döntőjében szereplő csapatnak. 1981–82-ben az Aston Villa ellen 1–0-ra, 1986–87-ben az FC Porto ellen 2–1-re kapott ki a bajor csapat. Utóbbi döntőn Augenthaler nem lépett a pályára. 1984-től visszavonulásáig a Bayern csapatkapitánya volt. Összesen 404 Bundesliga mérkőzésen 52 gólt szerzett és 89 európai kupa mérkőzésen lépett a pályára. a Bayern színeiben. 2005-ben a Bayern München történetének legjobb tizenegyébe választották be a szurkolók.

### A válogatottban
1983 és 1990 között 27 alkalommal szerepelt a nyugatnémet válogatottban. Tagja volt az 1986-os mexikói világbajnokságon ezüstérmet nyert és az 1990-es világbajnok csapatnak Olaszországban. 1975–76-ban 11-szeres ifjúsági válogatott és három gólt szerzett. 1979 és 1981 között 8 alkalommal szerepel az NSZK B-válogatottjában és egy gólt ért el.

### Edzőként
1991 és 1997 között a Bayern Münchennél dolgozott az ifjúsági csapat edzőjeként, valamint segédedzőként Søren Lerby, Erich Ribbeck, Franz Beckenbauer, Giovanni Trapattoni és Otto Rehhagel mellett. Az 1995–96-os idény utolsó fordulójában a Fortuna Düsseldorf ellen ő irányította csapat szakmai munkáját. Első vezetőedzői megbízatása 1997 és 2000 között az osztrák Grazer AK csapatánál volt. Az első két idényben bajnoki bronzérmes lett az együttessel. Az 1999–2000-es idény téli szünetében elhagyta Grazot és az 1. FC Nürnberg vezetőedzője lett 2000. március 2-án és a csapatot a másodosztályból a feljutáshoz segítette 2001-ben. 2003. április 29-én a Nürnberg felmondott Augenthalernak, miután a csapat a kiesés sorsára jutott.
2003 májusában átvette a Bayer Leverkusen szakmai irányítását és sikerült a csapatot megmenti a kieséstől. 2005. szeptemberi kirúgásáig volt az együttes vezetőedzője.
2005 decemberében a VfL Wolfsburg szerződtette, de 2006–07-es szezon vége előtt felmondtak neki. 2010 március 23-án szerződött az SpVgg Unterhaching együtteséhez Matthias Lust helyére. A szerződése lejárt 2011. június 3-án.

## Sikerei, díjai

### Játékosként
NSZK
- Világbajnokság
  - világbajnok: 1990, Olaszország
  - ezüstérmes: 1986, Mexikó

 Bayern München
- Nyugatnémet bajnokság (Bundesliga)
  - bajnok (7): 1979–80, 1980–81, 1984–85, 1985–86, 1986–87, 1988–89, 1989–90
- Nyugatnémet kupa (DFB-Pokal)
  - győztes (3): 1982, 1984, 1986
- Nyugatnémet szuperkupa (DFB-Supercup)
  - győztes (3): 1982, 1987, 1993
- Bajnokcsapatok Európa-kupája (BEK)
  - döntős: 1981–82, 1986–87

### Edzőként
Grazer AK
- Osztrák bajnokság
  - 3.: (2): 1997–98, 1998–99